# Клуб убивств по четвергах (фільм)
«Клуб убивств по четвергах» (англ. The Thursday Murder Club) — американський кримінальний комедійний фільм, знятий Крісом Коламбусом за сценарієм Кеті Бренд та Сюзанн Гіткот, заснований на однойменному романі 2020 року Річарда Османа. У головних ролях — Гелен Міррен, Пірс Броснан, Бен Кінґслі та Селія Імрі. Сюжет розповідає про групу літніх аматорів-детективів, які намагаються розкрити вбивство.
Прем'єра фільму відбудеться у деяких кінотеатрах США 22 серпня 2025 року, після чого 28 серпня 2025 року він стане доступним для перегляду на Netflix.

## Синопсис
Четверо літніх аматорів-детективів об'єднуються, щоб розслідувати вбивство. Один із них у минулому був шпигуном, інший — медсестрою, ще один — профспілковим діячем, а четвертий — психіатром.

## Акторський склад
- Гелен Міррен — Елізабет Бест, колишня шпигунка
- Пірс Броснан — Рон Рітчі, колишній профспілковий діяч
- Бен Кінґслі — Ібрагім Аріф, колишній психіатр
- Селія Імрі — Джойс Медокрофт, колишня медсестра
- Девід Теннант — Ієн Вентем
- Джонатан Прайс — Стівен Бест, чоловік Елізабет
- Наомі Акі — офіцерка поліції Донна Де Фрейтас
- Деніел Мейс — головний інспектор Кріс Гадсон
- Генрі Ллойд-Г'юз — Богдан
- Річард Е. Ґрант
- Том Елліс — Джейсон Рітчі, син Рона
- Джефф Белл
- Пол Фрімен
- Сара Найлз — Патріс Де Фрейтас, мати Донни
- Інґрід Олівер — Джоанна Медокрофт, донька Джойс

## Виробництво
У березні 2020 року стало відомо, що Ол Паркер напише та поставить екранізацію дебютного роману Річарда Османа для Amblin Entertainment, після того, як компанія придбала світові права на проєкт; продюсеркою стала Дженніфер Тодд, а Осман — виконавчим продюсером. У березні 2023 року Осман повідомив, що зйомки планували розпочати у вересні 2023 року зі Стівеном Спілберґом як продюсером. У листопаді 2023 року було оголошено, що зйомки стартують у березні 2024 року, однак у лютому 2024 року через затримки, спричинені страйками у Голлівуді, початок перенесли на серпень 2024 року. У квітні 2024 року Кріс Коламбус замінив Паркера на посаді режисера, співсценариста та співпродюсера, а через кілька днів стало відомо, що права на фільм придбав Netflix.

### Кастинг
У травні 2024 року до акторського складу приєдналася Селія Імрі (у ролі Джойс), а також було підтверджено участь Гелен Міррен, Пірса Броснана та Бена Кінґслі. У червні 2024 року ролі отримали Девід Теннант, Джонатан Прайс, Наомі Акі, Деніел Мейс та Генрі Ллойд-Г'юз. 18 червня 2024 року Кеті Бренд оголосила у своєму Instagram, що завершила фінальну версію сценарію. У липні 2024 року стало відомо про участь Річарда Е. Ґранта, Інгрід Олівер та Тома Елліса.

### Зйомки
Основний знімальний період розпочався 27 червня 2024 року на студії Shepperton Studios. У липні зйомки також проходили у Біконсфілді. У вересні 2024 року Осман повідомив в ефірі The Chris Moyles Show, що того ж дня знімальний процес буде завершено.

## Прем'єра
Обмежений кінотеатральний реліз запланований на 22 серпня 2025 року, а стримінгова прем'єра на Netflix відбудеться 28 серпня 2025 року.